# Micrathetis dasarada
Micrathetis dasarada là một loài bướm đêm trong họ Noctuidae.